# 11-та армія (Німецька імперія)
Не варто плутати з 11-ю німецькою армією часів Другої світової війни
11-та а́рмія  (нім. 11. Armee) — армія Імперської армії Німеччини за часів Першої світової війни.

## Історія
11-та армія (11. Armee) була сформована 9 березня 1915 року.

## Командування

### Командувачі
- генерал від інфантерії Макс фон Фабек (нім. Max von Fabeck) (9 березня — 16 квітня 1915);
- генерал-полковник, з 22 червня 1915 генерал-фельдмаршал Август фон Макензен (нім. August von Mackensen) (16 квітня — 18 вересня 1915);
- генерал артилерії Макс фон Гальвиц (нім. Max von Gallwitz) (23 вересня 1915 — 24 березня 1916);
- генерал-лейтенант Арнольд фон Вінклер (нім. Arnold von Winckler) (24 березня 1916 — 5 червня 1917);
- генерал від інфантерії Куно фон Штойбен (нім. Kuno von Steuben) (5 червня 1917 — листопад 1918).